# Новодмитрівка (Херсонський район)
Новодми́трівка — село в Україні, у Білозерській селищній громаді Херсонського району Херсонської області. Населення становить 376 осіб. Селом тече річка Солонець.

## Історія
12 червня 2020 року, відповідно до Розпорядження Кабінету Міністрів України № 726-р «Про визначення адміністративних центрів та затвердження територій територіальних громад Херсонської області», увійшло до складу Білозерської селищної громади.
19 липня 2020 року, в результаті адміністративно-територіальної реформи та ліквідації Білозерського району, село увійшло до складу Херсонського району.
24 лютого 2022 року село тимчасово окуповане російськими військами під час російсько-української війни.
10 листопада 2022 року визволене Збройними силами України в ході контрнаступу в Херсонській області.

## Населення
Згідно з переписом УРСР 1989 року чисельність наявного населення села становила 336 осіб, з яких 167 чоловіків та 169 жінок.
За переписом населення України 2001 року в селі мешкало 376 осіб.

### Мовний склад
Рідна мова населення за даними перепису 2001 року:
| Мова       | Чисельність, осіб | Доля     |
| ---------- | ----------------- | -------- |
| Українська | 338               | 89,89 %  |
| Російська  | 38                | 10,11 %  |
| Разом      | 376               | 100,00 % |